# ماميقجي
ماميقجي هي بلدة في مقاطعة كانيمخ في ولاية نواوي في أوزبكستان.